# 根深汁
根深汁（ねぶかじる）は葱の味噌汁。千住葱や下仁田葱のように、土を盛り上げて根を白軟化させた白葱を使う。

## レシピ
太めの長葱を一口大に切り、出汁で煮て、味噌を溶き入れれば出来上がる。葱に焼き目をつけ香ばしさを楽しむ、油揚げを足すなど、好みにより様々な変化が見られる。
葱の旬である冬の味覚として簡便かつ安価なものだが、この汁物を好んだ小説家の池波正太郎は「最近は良い葱と良い味噌を使おうとすると高価になった」とも述べた。

## 池波正太郎
池波正太郎の時代小説やエッセイには頻繁に登場する。池波によると少量の油分を加えるといっそう旨くなるといい、仕掛人・藤枝梅安は胡麻油を落とした根深汁を作って仲間を瞠目させているし、池波自身は鶏の皮少々を入れたものが好物であると書いている。